# NGC 178
NGC 178(IC 39)은 고래자리에 위치한 마젤란 나선은하다. 1885년 11월 3일 Ormond Stone에 의해 발견되었다.
NGC 178은 매년 0.55M☉의 속도로 새로운 별을 형성하고 있으며, 이처럼 항성 형성 속도가 빠르기 때문에 폭발적 항성생성 은하에 해당한다. 은하의 형태가 독특한 배경에는 은하 병합이 주로 꼽힌다.

## 같이 보기
- 나선은하
- NGC 1 ~ 999 목록